# Galewice
Galewice – wieś w Polsce, położona w województwie łódzkim, w powiecie wieruszowskim, w gminie Galewice, w Kotlinie Grabowskiej. Wieś jest podzielona na 2 sołectwa: Galewice i Galewice A.
W latach 1975–1998 miejscowość administracyjnie należała do województwa kaliskiego.
Miejscowość jest siedzibą gminy Galewice.
W parku w Galewicach znajduje się: dworek, oraz zabudowania folwarczne pochodzące z drugiej połowy XIX wieku.
W Galewicach znajduje się szkoła podstawowa oraz przedszkole.

## Integralne części wsi
| SIMC    | Nazwa    | Rodzaj    |
| ------- | -------- | --------- |
| 0197333 | Okęcie   | część wsi |
| 0197340 | Olek     | część wsi |
| 0197356 | Podbaba  | część wsi |
| 0197362 | Rędziny  | część wsi |
| 0197379 | Stefanek | część wsi |
| 0197385 | Zmyślona | część wsi |

## Historia
Niektórzy właściciele i dzierżawcy Galewic:
- 1534 r. – br. Jan i Mikołaj Galewski (zm. po 1555), później Jan, s. Mikołaja
- 1555 r. – wyderkaf Tomasz Górecki
- 1563 r. – Marcin Mieszkowski z br. Janem, synowie Andrzeja i Anny Galewskiej, sprzedali cz. Galewic
- Janowi Myjomskiemu
- 1563 r. – Jakub Mieszkowski, sprzedał m.in. cz. w Galewicach Zygmuntowi Masłowskiemu
- 1570 r. – Kacper Górecki, s. Tomasza
- 1574 r. – Maciej Chlebowski, s. Andrzeja, ż.(śl.przed 1581) Anna Bartodziejska
- 1576 r. – Bartłomiej Wierzbięta Mruk kupił cz. Galewic
- 1592 r. – Małgorzata z Galewic i m. Mikołaj Cielecki (zm. przed 1591),
- 1639 r. – Dobrogost z Galewic Siąski, ż.(śl.1639) Jadwiga Biernacka (1 m. Piotr Pepłowski)
- 1618 r. – Urszula z Galewic Gorecka, m. Stanisław Mojaczewski [ur.+/-1590], s. Krzysztofa i Trąmpczyńskiej
- 1646 r. – Jan Bielski, s. zm. Melchiora wraz z żoną Katarzyną Koszecką, wydzierżawili od małżonków Chlebowskich Galewice i Kaszki w ziemi wieluńskiej
- 1647 r. – Wojciech Fundament Karśnicki, posesor Galewic (dziedzic Galewic – Stanisław Chlebowski)
- 1660 r. – Marcin Ostrowski [ur.+/- 1590 - zm. przed 1661], s. Wojciecha (zm.przed 1601), br. Hieronoma i Andrzeja
- 1679 r. – dz. Galewic, Adam z Wybranowa Chlebowski (ur.+/-1655 - zm.przed 1700), s. Piotra, podsędek ziemski wieluński,
- 1708 r. – Jan Gorecki (zm. 1708/11)
- 1742 r. – dz. Galewic Aleksander Chlebowski (ur.+/-1655 - zm. 1731/42), chor. wieluński
- 1776 r. – Marianna Galewiczowna de Galewicze
- 1789 r. – Wojciech Myszkowski z Galewic

Do 1863 r. w Galewicach znajdowały się 2 majątki obszarnicze: Myszkowskich i Samburskich. W 1906 r. zmarł ostatni właściciel dóbr Galewice – Kazimierz Myszkowski.
Podczas okupacji niemieckiej w 1943 Niemcy wprowadzili dla wsi nazwę Gallwiese.